# Сісенанд Кордовський
Сісена́нд Кордо́вський (лат. Sisenandus, ісп. San Sisenando de Córdoba,  ? — 16 серпня 851) — готський християнський клірик, святий. Один із Кордовських мучеників. Диякон церкви святого Ацискла в Кордові в часи мусульманської окупації Іспанії. Народився у Бадахосі, Іспанія (за іншими переказами — в Бежі, Португалія). Належав до категорії християн-мосарабів. Страчений у Кордові за віру за наказом кордовського еміра Абдаррахмана II. Прийняв мученицьку смерть разом із іншими дияконами — Павлом, Ацисклом, Петром Астізьким та Валабонсо. Таємно похований у кордовській церкві святого Ацислка. Канонізований як святий-мученик. Вшановується Католицькою церквою в Іспанії та Португалії як місцевий святий. День вшанування — 16 липня. Згадується у Римському мартиролозі.

## Патрон
- Португалія: Бежа.